# Laphystia litoralis
Laphystia litoralis là một loài ruồi trong họ Asilidae. Laphystia litoralis được Curran miêu tả năm 1931. Loài này phân bố ở vùng Tân Bắc giới.